# Melbourne Aces
Die Melbourne Aces sind ein professionelles Baseballteam aus der australischen Stadt Melbourne. Das Franchise ist in der Australian Baseball League beheimatet und gehört zu den sechs Gründungsteams der Liga.

## Aktueller Kader (ABL 2018/19)

### Pitcher
| Nr. | Nat.               | Name             | Geburtstag         | im Verein seit | Vertrag bis | ERA |
| --- | ------------------ | ---------------- | ------------------ | -------------- | ----------- | --- |
|     | Australien         | Sam Street       | 18. März 1992      | 2018           | 2019        |     |
|     | Australien         | Jon Kennedy      | 20. September 1994 | 2018           | 2019        |     |
|     | Australien         | Dushan Ruzic     | 5. Januar 1982     | 2018           | 2019        |     |
|     | Vereinigte Staaten | Tyler Fallwell   | 8. November 1995   | 2018           | 2019        |     |
|     | Vereinigte Staaten | Scott Kutzminsky | 1. November 1991   | 2018           | 2019        |     |

### Feldspieler
| Nr.        | Nat.               | Name                | Geburtstag         | im Verein seit | Vertrag bis | AVG |
| ---------- | ------------------ | ------------------- | ------------------ | -------------- | ----------- | --- |
| Infielder  |                    |                     |                    |                |             |     |
|            | Australien         | Luke Hughes         | 2. August 1984     | 2018           | 2019        |     |
|            | Australien         | Darryl George       | 14. März 1993      | 2018           | 2019        |     |
| Outfielder |                    |                     |                    |                |             |     |
|            | Vereinigte Staaten | Delmon Young        | 14. September 1985 | 2018           | 2019        |     |
| Catcher    |                    |                     |                    |                |             |     |
|            | Australien         | Allan de San Miguel | 1. Februar 1988    | 2018           | 2019        |     |

## Stadion
Das Heimstadion der Melbourne Aces ist der Melbourne Ballpark mit einer Kapazität von 4000 Zuschauern und befindet sich in Altona, einem Vorort von Melbourne.

## Zuschauerzahlen
| Saison  | Zuschauer gesamt | Zuschauer pro Spiel |
| ------- | ---------------- | ------------------- |
| 2010/11 | 15.178           | 1.012               |
| 2011/12 | 15.582           | 779                 |
| 2012/13 | 15.057           | 717                 |
| 2013/14 | 21.878           | 1.094               |
| 2014/15 | 20.513           | 892                 |
| 2015/16 | 22.084           | 789                 |
| 2016/17 | 14.152           | 786                 |
| 2017/18 | 14.029           | 701                 |